# Huis de Villebois-Mareuil
De familie de Villebois-Mareuil is een oorspronkelijk Franse adellijke familie, met vertakkingen naar Engeland, België en Nederland.

## Geschiedenis
Deze familie gaat terug tot de Sire de Mareuil in 1180. Hugues en Jean de Mareuil namen Ferrand, graaf van Vlaanderen, gevangen in de slag bij Bouvines in 1214, en werden hiervoor door de Franse koning Filips II beloond met de baronie Villebois.
Geoffroy (1406-1442) , Sire de Mareuil, conseiller et chambellan du Roy, Sénéchal du Saintonge et du Limousin, seigneur de Mareuil, de Villebois, de Dompierre, d'Angéac et de Vibrac, souverain baron de Montmoreau, was met Anne de la Rouchefoucauld getrouwd. Pas op 31 oktober 1478 werd, na diverse juridische processen tussen de kinderen van zijn drie zoons zijn erfenis definitief verdeeld.
Guy II de Mareuil (1466-1519), zijn kleinzoon, was indertijd ook een zeer invloedrijk en belangrijk persoon. Hij was seigneur de Mareuil, baron de Villebois, seigneur d'Angeac, Vibrac, Bourzac et Pranzac, de Dompierre, Longayves et Saint-Christophe, als ook sénéchal d'Angoumois.
Hij was getrouwd met:
1. Philippe Paynel de Hombie, Dame d'Olonde-sur-mer (1473), en later met
2. Catherine de Clermont in 1513, moeder van de hierna genoemde stamhoudster Gabriëlle.

Gedurende lange tijd werd vooral de familienaam de Mareuil gevoerd. Met het overlijden van Gabriëlle stierf de oudste tak van de familie uit.
De familie had sinds 1518 twee takken: de oudere de Mareuil tak en de jongere de Villebois tak. Veel later werd in Frankrijk de oude familienaam weer formeel in ere hersteld als "de Villebois-Mareuil" met de titel van graaf bij eerst geborene. (barons d'empire 1810, en arrest van 11 février 1873).
De familie is herhaalde malen bevestigd van oude adel te zijn, nota bene in een arrest van de cours des comptes (Ayden) van Parijs op 20 juin 1665.
Joachim de Mareuil, zijn broer en abt aan de commendatorie van Peyrat, vermaakte zijn deel van de baronie Villebois in zijn testament van 24 februari 1542 aan zijn nicht Gabriëlle de Mareuil. Zij werd daardoor eigenaresse van het grootste deel van dit bezit en werd hierdoor dame de Mareuil en de Villebois. Ze bracht deze bezittingen als geschenk in voor haar huwelijk met Nicolas d'Anjou markies van Mezières, graaf van Saint Fargeau.
En Joachim vermaakte aan zijn neef Jean, zoon van zijn hierna genoemde broer François II de Mareuil de Villebois, een rente van 15.000 ponden door Gabiëlle de Mareuil te voldoen. De eerste betaling vond plaats op 26 december 1542; de laatste betaling op 5 februari 1563 aan de zoon van Jean. Zij verkocht de baronie Villebois in 1590 aan Louis, markies de la Valette, hertog van Epernon.
François II de Mareuil de Villebois, ridder en broer van Joachim en Guy, trouwde op 6 augustus1489 met Catherine de Segonzac. Eén van hun twee zoons, Jean I de Villebois ridder, heer van La Salle et du Bac, gouverneur van Mirebeau, trouwde op 24 augustus 1524 met Jeanne Henry, dame de Murcai en Mauzai. Ze was de dochter van Arthur Henry en Pélagie de Lezai. Hij overleed in 1553.
De oudste zoon uit dit huwelijk- Jean II - trouwde op 3 October 1549 met Marguerite Raguin (hij overleed in oktober 1558) en was de vader van Jean III de Villebois die adviseur van de koning was en ontvanger van de belastingen in de toenmalige provincie Champagne in noord Frankrijk. Deze laatste trouwde op 3 januari 1582 ('dotation' betaald op 30 januari 1583) met Jeanne Marie de Saint Yon in Parijs. Hij overleed in 1610.
Kinderen uit dit laatste huwelijk waren onder andere:
- Louys (cum laude afgestudeerd in het civiele en canonieke recht op 22 augustus 1606 in Poitiers)[11]: Hij volgde zijn vader op als adviseur van de koning en ontvanger van de belastingen in de toenmalige provincie Champagne in noord Frankrijk (1611-1623).[12] Hij bevond zich in de directe invloedssfeer van Marie de Medicis, koningin en later regentes van Frankrijk in die periode[13]. Door een hoog oplopend conflict met haar zoon koning Lodewijk XIII moest zij uitwijken naar Henegouwen in de Belgische Nederlanden, begin jaren 1630, voor bescherming van haar neef, de Spaanse koning. Naar alle waarschijnlijkheid ook Louys[14][15][16], getrouwd met Marie Haillet, die in 1631 in Lahamaide in Henegouwen als grondbezitter genoemd werd en werkzaam geweest zal zijn op het kasteel Lahamaide van de graven van Egmont. Hij was de vader van Grégoire (de) Willebois die op 14 oktober 1649[17] in het huwelijk trad met Caroline Potiers[18], dochter van Gille Potiers d'Armentières. Volgens de gedocumenteerde familie overlevering was Louis de grondlegger van de Belgische/Nederlandse tak van de familie.[19][20] Een van zijn nakomelingen, dr. Pierre Joseph, week ten tijde van de Franse Revolutie met de legitimisten uit naar Brabant ('s Hertogenbosch) en trouwde met Adriana van der Does. In 1841 werd de familienaam gewijzigd in Van der Does de Willebois.[21]
- Jean, ridder in de orde van Saint-Michiel, lid van de staatsraad, trouwde met Marie de Longueval te Mons (Bergen) op 20 juni 1632. Hun oudste zoon -Henri- erfde van zijn (groot)moeder de titel Markies van Hallwin[22], Graaf van Ronsoy maar stierf zonder erfgenamen. Zijn zus Angélique, Vrouwe van Ronsoy en Magnelais trouwde met Louis Testu, markies de Balincourt, baron de Boulaire en een tweede keer met Charles de Héron, Ridder, Heer van Neuville. De jongste zoon Louis, geboren omstreeks 1642 was kapitein in het leger van de Franse koning in Harcourt, en wordt verondersteld de origine van de Engelse tak[23] van de familie te zijn.
- Jacques, heer van Montauban en Montigny: hij trouwde in 1622 met Judith de Riche. Hun enige zoon was Anne-Pierre, werd in 1678 in een adelsproces bevestigd van oud adellijke afkomst te zijn. Hij huwde in 1682 met Louise Therese de Villers.
- Jean-Jacques, ridder, heer van Volstein trouwde in 1642 met Charlotte-Denise Chaufourneau. Hun zoon Pierre-Gabriel[24], president-penningmeester van de staatsdomeinen te Alençon, werd op 13 nov 1664 in een adelsproces bevestigd van oude adellijke afkomst te zijn van de familie de Villebois Mareuil. Hij trouwde in 1681 met Marie-Elisabeth Perrin wiens zoon Pierre-Gabriel, algemeen directeur van de boerderijen van Anjou werd. Deze trouwde in 1730 met Madeleine Gohory de La Tour. In dit huwelijk werd Pierre-François-Gabriel geboren, later bekend als graaf de Mareuil de Villebois, maarschalk de Camp, en gouverneur van Frans Guyana. Hij trouwde in 1755 met Marie-Jeanne Philippe Bardet des Glereaux. Hun zoon Pierre Maurille werd toegelaten tot de École Militaire in 1766.[25] De titel graaf de Villebois Mareuil werd hem verleend door de adelskamer van Anjou op 18 en 29 maart 1789 en wel door haar voorzitter graaf de la Galissonnière. Deze titel bij eerst geborene werd in een adelsproces in 1810 nog eens bevestigd.

De zonen van de gouverneur van Frans Guyana (Pierre-Francois-Gabriel) droegen de naam de Villebois-Mareuil, bevestigd in het eerder genoemde adelsproces in 1810 en herbevestigd in een proces op 11 februari 1873. Hij had eveneens de door napoleon geschapen mogelijkheid van het majoraat aangevraagd voor een afgebakend deel van zijn landgoederen en ontving daarvoor de titel baron d'Empire in 1811.
Een van hun zonen -Pierre Maurille- trouwde in 1788 met Pauline Le Roy de la Potherie. Hun zoon Felix I, Graaf de Villebois-Mareuil, trouwde in 1819 met Sophie Foucaud de Vauguyon en vervolgens in 1828 met Anna Bonnin de la Bonninière de Beaumont. In dit eerste huwelijk werd zoon Felix II geboren.
Felix II graaf de Villebois-Mareuil trouwde in 1845 met Marie Leonie Cornulier. Zij kregen drie zonen: George, Roger en Christian, waarvan alleen George nakomelingen had. Roger(1846-1926), en Christian, burggraaf de Villebois-Mareuil, schrijver en groot liefhebber van de jacht te paard (chasse à courre) , getrouwd in 1878 met Berthe Gautier de Charnace en overleden in 1924, bleven beiden zonder nakomelingen.
George de Villebois-Mareuil, kolonel, officier van het Legioen van Eer, en generaal in het Zuid-Afrikaanse leger werd door de Engelsen in 1900 gedood in de Boerenoorlog. In zijn huwelijk met Pauline Estrangin, is dochter Simone geboren. Zij trouwde met Charles Baron d'Yversen.
In Frankrijk overleed de laatste naamdraagster van de familie, Marie-Cécile Carpentier de Changy geboren de Villebois-Mareuil - kleindochter van Pierre-Maurille - op 14 maart 1990.

## Adellijke titels
Baron de Villebois, Graaf de Villebois, Markies van Halwyn, Graaf van Rousoy, Graaf van Villebois Mareuil

## Familiewapen
Villebois: op azuurblauwe ondergrond een kasteelingang met torens aan beide zijden, alles in zilver, er boven uitkomend een boom in goud, met links boven een bij in goud en rechtsboven een zwijnenkop in zilver. Ter ondersteuning zijn er twee leeuwen.
De wapenspreuk is Memini.
Mareuil: rechtopstaande azuurblauwe leeuw met rode tong op rood-blauwe ondergrond.

## Kastelen en Heerlijkheden
- Château de Villebois-Lavalette (Villebois-Lavalette, Charente)
- Château de Mareuil (Mareuil sur Belle, Dordogne)
- Château de la Guenaudière (Grez-en-Bouère)
- Château de la Morlière (Saint-Denis-d'Anjou)
- Château de La Ferrière-de-Flée (Segré-en-Anjou Bleu)
- Château du Bois-Corbeau (Montaigu-Vendée)